# Актепа
39°05′34″ пн. ш. 65°36′55″ сх. д. / 39.092777777778° пн. ш. 65.615277777778° сх. д.
Актепа (узб. Oqtepa, Оқтепа) — міське селище в Узбекистані, в Касанському районі Кашкадар'їнської області.
Населення 2,5 тис. мешканців (1986).
Статус міського селища з 2009 року.